# Agnieszka Franków-Żelazny
Agnieszka Franków-Żelazny (ur. 24 marca 1976 w Głubczycach) – polska chórmistrzyni, profesor sztuk muzycznych, dyrektor artystyczny Polskiego Narodowego Chóru Młodzieżowego, profesor Akademii Muzycznej im. Karola Lipińskiego we Wrocławiu, dyrektor programowy Akademii Chóralnej (obejmującej m.in. dawny program „Śpiewająca Polska”), dyrektor artystyczny Chóru Narodowego Forum Muzyki, dyrektor Opery Wrocławskiej.

## Życiorys
Ukończyła Państwową Szkołę Muzyczną I stopnia w Głubczycach w klasie fortepianu i fletu oraz Państwową Szkołę Muzyczną II stopnia we Wrocławiu w klasie fletu.
W latach 1993–1999 była członkiem Polsko-Niemieckiej Akademii Chóralnej In terra pax pełniąc tam w latach 1995–1999 (pod okiem prof. Jana Szyrockiego) funkcję instruktora głosowego.
Była związana z Akademickim Chórem Politechniki Wrocławskiej od października 1996 do kwietnia 2000 jako chórzystka, solistka, korepetytor głosowy, asystent dyrygenta, aż wreszcie (na przełomie roku 1999/2000) jako dyrygent. W 1998 założyła Chór Młodzieżowy Con Amore przy Zespole Szkół Nr 1 we Wrocławiu, gdzie pracowała jako nauczyciel biologii w latach 1999–2004.
W roku 2000 ukończyła biologię na Uniwersytecie Wrocławskim, w 2004 z wyróżnieniem – Wydział Edukacji Muzycznej Akademii Muzycznej we Wrocławiu w klasie dyrygowania prof. Haliny Bobrowicz, w 2005 z wyróżnieniem – Wydział Wokalny w klasie śpiewu prof. Ewy Czermak, zaś w 2006, również z wyróżnieniem, Podyplomowe Studia Chórmistrzowskie w Bydgoszczy.
Występowała gościnnie jako dyrygent lub chórmistrz z takimi zespołami jak: Chór Filharmonii Śląskiej, Gabrieli Consort, Orkiestra Filharmonii Wrocławskiej, Wrocławski Zespół Solistów Ricordanza, Orkiestra Kameralna Akademii Muzycznej we Wrocławiu, Chór Festiwalowy Międzynarodowego Festiwalu Wratislavia Cantans, Schlezwig-Holstein Festival Choir, Bamberger Symphoniker Choir. Występowała w Salle Pleyel w Paryżu, Barbican Centre w Londynie, Gewandhaus w Lipsku oraz w Royal Albert Hall w Londynie podczas festiwalu BBC Proms (wraz z Chórem Narodowego Forum Muzyki).
W roku 2000 założyła Kameralny Chór Akademii Medycznej we Wrocławiu (obecnie Chór „Medici Cantantes” Uniwersytetu Medycznego), którego była dyrygentem do połowy 2015 roku. Z chórem medyków zdobyła szereg nagród w międzynarodowych konkursach chóralnych. Od czerwca 2006 do 2021 roku była kierownikiem założonego przez Andrzeja Kosendiaka Chóru Filharmonii im. W. Lutosławskiego we Wrocławiu (obecnie: Chóru Narodowego Forum Muzyki). W okresie od stycznia do lipca 2013 roku była opiekunem artystycznym Chóru Polskiego Radia. Pomysłodawczyni i dyrektor artystyczny powstania w 2013 Polskiego Narodowego Chóru Młodzieżowego. Kurator priorytetu muzyka projektu Europejska Stolica Kultury Wrocław 2016. Prowadzi warsztaty dla chórmistrzów oraz zespołów chóralnych.
W swoim dorobku posiada 25 nagranych płyt. W kwietniu 2021 otrzymała tytuł naukowy profesora.
W latach 2022–2024 pełniła funkcję dyrektor naczelnej Filharmonii Sudeckiej w Wałbrzychu. 1 stycznia 2025 została powołana na stanowisko dyrektora Opery Wrocławskiej.

## Nagrody i odznaczenia
- 2004 – I Nagroda w Ogólnopolskim Konkursie Dyrygentury Chóralnej
- 2004 – I miejsce etapu dolnośląskiego Konkursu na Najlepszego Studenta Rzeczpospolitej Polskiej Primus Inter Pares
- 2005 – Finalistka III Konkursu Wokalnego im. Haliny Halskiej- Fijałkowskiej we Wrocławiu
- 2006 – Nagroda dla Najlepszego Dyrygenta Ogólnopolskiego Turnieju Chórów „Legnica Cantat 37”
- 2006 – Nagroda dla najlepszego dyrygenta oraz Nagroda Specjalna za najlepszą interpretację utworu współczesnego Międzynarodowego Konkursu Chórów „Gaude Cantem” w Bielsku-Białej
- 2008 – Odznaka honorowa „Zasłużony dla Kultury Polskiej”[12]
- 2008 – Nagroda specjalna dla dyrygenta w Ogólnopolskim Turnieju Chórów „Legnica Cantat 39”
- 2010 – Wrocławska Nagroda Muzyczna (za wybitny wkład w rozwój artystyczny chórów Filharmonii Wrocławskiej i Akademii Medycznej)[13][14]
- 2011 – Nagroda Człowiek Roku 2011 – portalu Tu Wrocław[15]
- 2012 – Nagroda Juvenes Wratislavie Polskiej Akademii Nauk[16]
- 2014 – Nominacja do Wrocławskiej Nagrody Muzycznej za stworzenie i prowadzenie Chóru Melomana[17]
- 2014 – Brązowy Medal „Zasłużony Kulturze Gloria Artis” w dziedzinie „szkolnictwo artystyczne”[18]
- 2022 – Srebrny Medal „Zasłużony Kulturze Gloria Artis” w dziedzinie „muzyka”[19]